# Prasinocyma absimilis
Prasinocyma absimilis là một loài bướm đêm trong họ Geometridae.